# رهجو (فیلم ۲۰۰۷)
رهجو (به انگلیسی: Pathfinder) فیلمی اکشن حماسی محصول سال ۲۰۰۷ و به کارگردانی مارکوس نیسپل و نویسندگی لایتا کیلوگریدیس است. در این فیلم بازیگرانی همچون کارل اربن، مون بلودگود، راسل مینز، رالف مولر، کلنسی براون، ناتانئیل آرکند، جای تاوار ایفای نقش کرده‌اند.